# Detektor podczerwieni

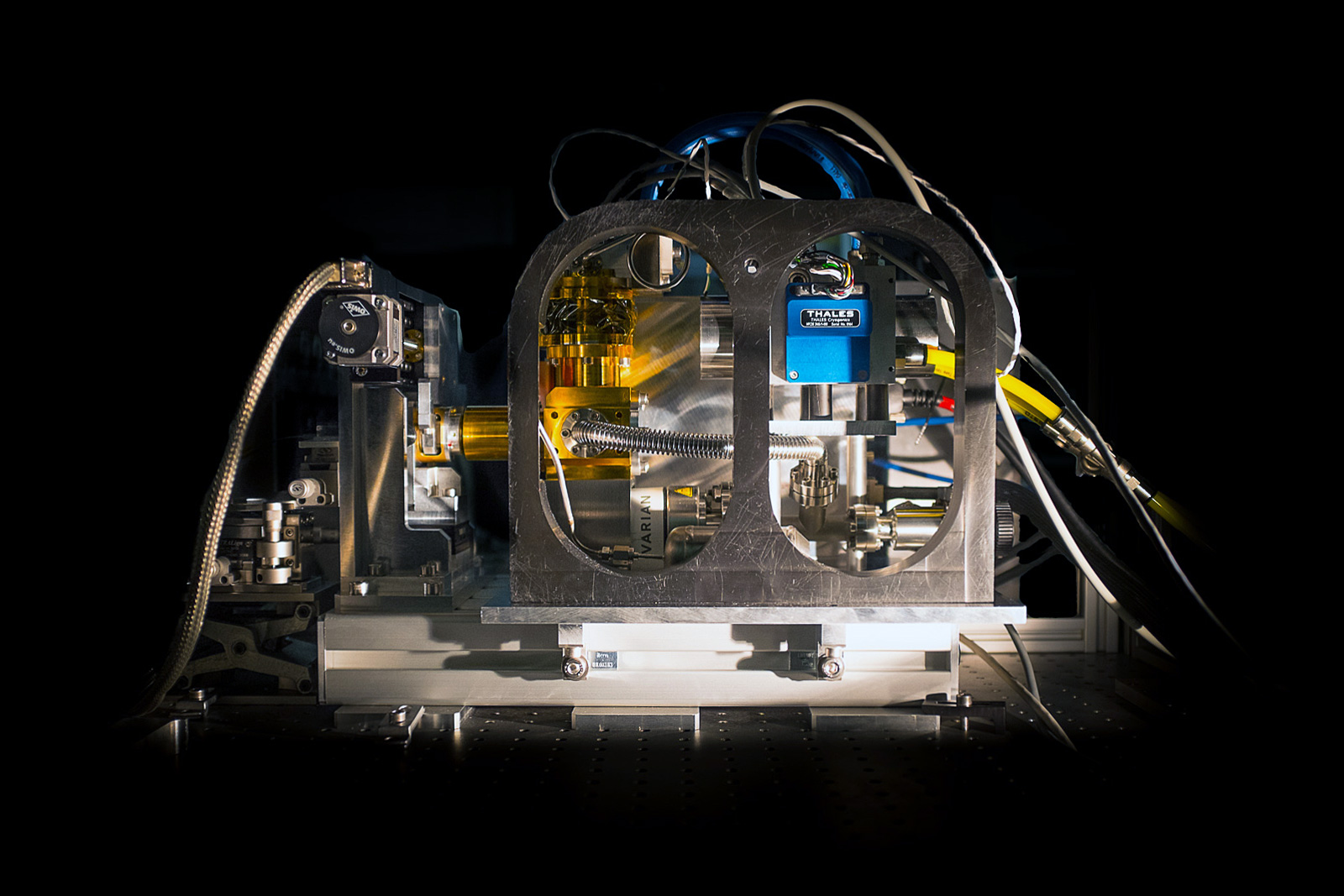
Prototyp szybkiego detektora podczerwieni zainstalowanego na instrumencie PIONIER w Obserwatorium Paranal ESO

Detektor podczerwieni, detektor promieniowania podczerwonego (ang. infrared detector) – półprzewodnikowy element elektroniczny, który pozwala na przekształcenie energii promieniowania podczerwonego w energię elektryczną. Zasada działania opiera się na ogrzewaniu elementu detektora przez absorbowane promieniowanie elektromagnetyczne (detekcja termiczna) lub na efekcie fotoelektrycznym, zachodzącym w materiale półprzewodnikowym (detekcja kwantowa).

## Zastosowanie
Detektory podczerwieni są powszechne w sektorze przemysłowym, konsumenckim, a także w sektorze zbrojeniowym. Stosowane są w systemach pomiaru temperatury, zliczania osób czy wykrywania ognia lub dymu. Detektory mają również zastosowanie w medycynie, m.in. w wykrywaniu nowotworu czy badaniu oddechu.